# 陸軍中野學校 龍三號指令
陸軍中野學校 龍三號指令（日语：*）是1967年1月3日公映的日本電影，此為『陸軍中野學校』系列的第三部。

## 演員表
- 椎名次郎：市川雷藏
- 林秋子：安田道代
- 草薙中校：加東大介
- 周美蘭：松尾嘉代
- 宋元弘：滝田祐介
- 杉本明：仲村隆
- 支配人：島田竜三
- 參謀長：稻葉義男
- 川添少尉：新田昌玄
- 張宇源：松村達雄
- 吳武松：杉田康

## 製作人員
- 原作：畠山清行（『週間サンケイ』掲載・サンケイ新聞出版局刊『陸軍中野学校』より，弘文堂刊『謀略太平洋戦争』より）
- 導演：田中德三
- 編劇：長谷川公之
- 攝影：牧浦地志
- 美術：内藤昭
- 照明：山下禮二郎
- 錄音：林土太郎
- 音樂：池野都
- 副導演：太田昭和

## 外部連結
- 陸軍中野學校全系列 （页面存档备份，存于）（日語）
- 陸軍中野學校 龍三號指令 （页面存档备份，存于）（日語）